# Titularbistum Milo
Milo ist ein Titularbistum der römisch-katholischen Kirche.
Es geht zurück auf das frühere Bistum Milos auf der zu den Dodekanes gehörenden Insel Milos in der südlichen Ägäis, die zur römischen Provinz Asia bzw. in der Spätantike Insulae gehörte.
| Titularbischöfe von Milo |                                 |                                           |                   |                   |
| Nr.                      | Name                            | Amt                                       | von               | bis               |
| 1                        | Johannes Bodenhoffer OP         | Weihbischof in Merseburg (Deutschland)    | 5. Mai 1494       | Juli 1507         |
| 2                        | Marcelo Spínola y Maestre       | Weihbischof in Sevilla (Spanien)          | 16. Dezember 1880 | 10. November 1884 |
| 3                        | John Baptist Butt               | Weihbischof in Southwark (Großbritannien) | 18. Dezember 1884 | 26. Juni 1885     |
| 4                        | Gustave-Charles-Marie Mutel MEP | Apostolischer Vikar von Korea             | 2. September 1890 | 31. Januar 1923   |

1. ↑   gegebenenfalls identisch mit Johannes Fischer